# Choybalsan (ville)
Pour les articles homonymes, voir Choybalsan.
Choybalsan (mongol : Чойбалсан) est la quatrième ville la plus peuplée de Mongolie et la capitale de la province de Dornod.
Le nom de la ville était Bayan Tumen (Баян Тумэн en mongol) jusqu'en 1941, quand on la renomma en l'honneur du dirigeant communiste Horloogiyn Choybalsan.

## Histoire
Durant des siècles, ce lieu a été une aire de repos pour les caravanes. Au XIXe siècle une ville s'est développée puis un véritable centre économique de l'Est de la Mongolie. Depuis la période de démocratisation, les ouvriers russes se sont retirés, faisant tomber un pan important de l'économie. Depuis la ville connaît un des plus forts taux de chômage de la région.

## Géographie
La ville est située à l'Est de la Mongolie, sur la rivière Kerulen.

## Climat
Les températures moyennes (sur 24h) sont relevées dans le tableau suivant.
| Mois                     | jan.  | fév.  | mars | avril | mai  | juin | jui. | août | sep. | oct. | nov.  | déc.  | année |
| ------------------------ | ----- | ----- | ---- | ----- | ---- | ---- | ---- | ---- | ---- | ---- | ----- | ----- | ----- |
| Température moyenne (°C) | −21,1 | −18,1 | −8,7 | 2,6   | 11,1 | 17,9 | 20,5 | 18,1 | 10,6 | 1,7  | −10,4 | −18,4 | 0,6   |

## Démographie
Le tableau suivant fait état de l'évolution démographique de la ville
,,.
| 1994   | 2000   | 2003   | 2006   | 2007   | 2008   |
| ------ | ------ | ------ | ------ | ------ | ------ |
| 45 490 | 41 714 | 36 142 | 39 500 | 39 500 | 38 150 |

| 2015   | - | - | - | - | - |
| ------ | - | - | - | - | - |
| 42 877 | - | - | - | - | - |

## Transport
L'aéroport de Choybalsan dispose d'une piste d'atterrissage et permet les vols réguliers vers Oulan-Bator.

## Culture

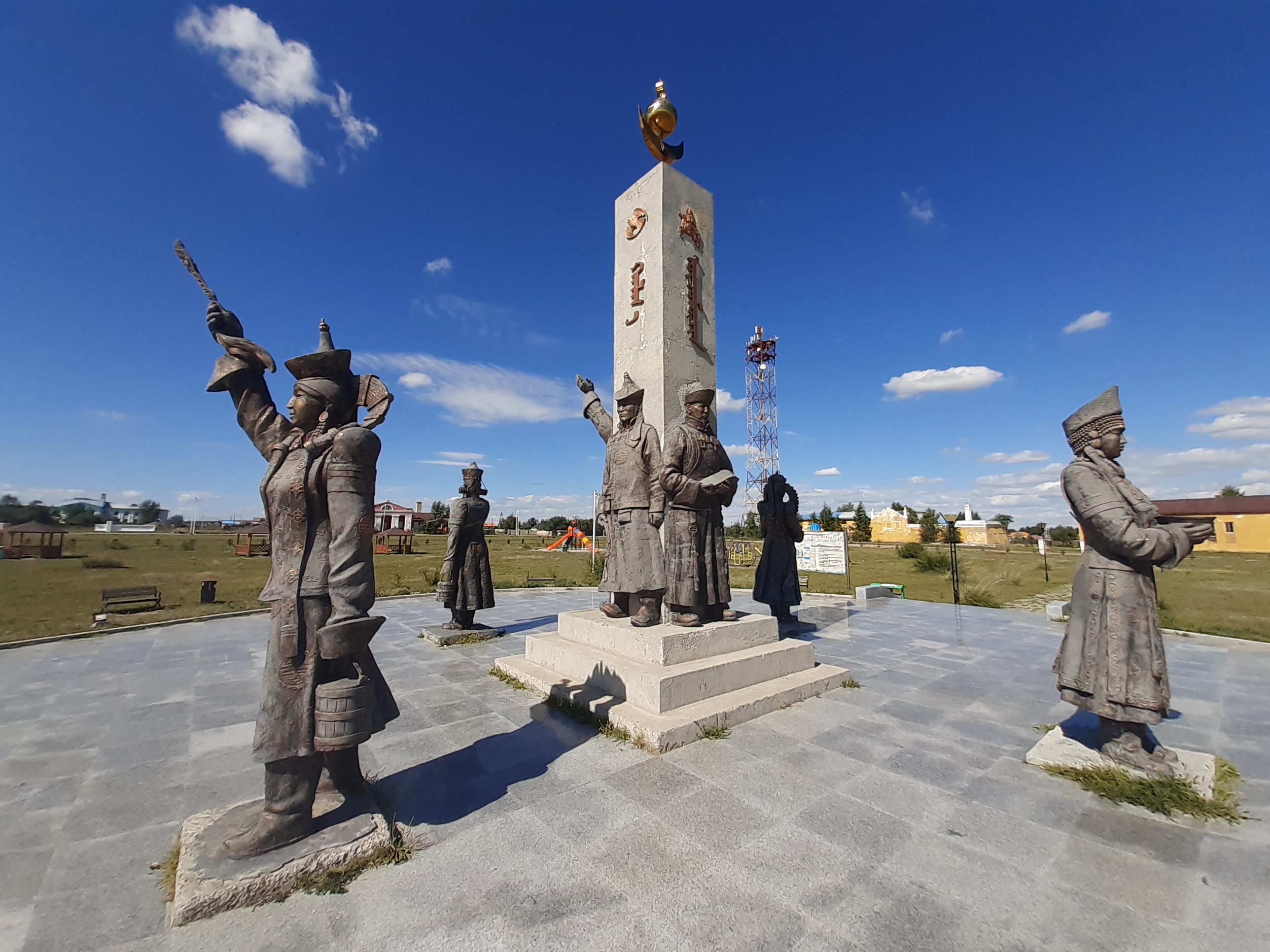
Un monument à Choybalsan représentant les 4 ethnies Mongoles

La ville dispose de trois musées : Le musée Choibalsan, qui abrite des expositions sur l'histoire, l'art et la culture de la ville, ainsi qu'un musée de sciences naturelles. Enfin, le musée Joukov, nommé en l'honneur du général russe Gueorgui Joukov ; ce musée est considéré comme l'attraction la plus renommée de la ville. Le général s'est illustré dans le commandement de la défense de Stalingrad, ainsi que dans la bataille de Khalkhin Gol en août 1939.
De nombreux témoignages du passé communiste subsistent dans la ville, ainsi qu'un grand nombre de statues, de fresques et autres œuvres artistiques dédiées aux différents héros de la deuxième guerre mondiale, notamment aux forces mongoles.